# Église presbytérienne au Rwanda
 (avril 2016).
Pour les articles homonymes, voir EPR.
Il existe une Église presbytérienne au Rwanda, comptant environ 1 624 823 fidèles. Elle est membre du Conseil œcuménique des Églises depuis 1981.

## Histoire
On considère l'année 1907 comme l'année de fondation de l'Église presbytérienne au Rwanda (EPR). Cela coïncide avec l'arrivée dans le pays de missionnaires protestants allemands de la mission de Béthel accompagnés de Tanzaniens. Après la Première Guerre mondiale et la fin des colonies allemandes en Afrique, ces missionnaires allemands ont été remplacés par des missionnaires belges et suisses, auxquels se sont ajoutés ensuite des néerlandais. Le travail d'évangélisation est cependant effectué par les Rwandais qui avaient accepté l'évangile.

### Autonomie
Jusqu'en 1957, l'EPR se concentre en trois points principaux : Kirinda, Rubengera et Remera (dans la province de Kigali). En 1959, elle est devenue formellement indépendante et a pris son nom actuel en retirant le terme « évangélique » de son nom. Ce choix a été motivé par le refus de revendiquer pour elle seule l'utilisation de ce terme. À partir de cette date, sa priorité a été mise sur l'extension de sa présence à travers le pays.

## Structure et organisation
L’EPR a été fortement centralisée pendant la majeure partie de son existence. En 2008, avec la baisse de l'aide venue de l'étranger, un processus de décentralisation a été amorcé pour responsabiliser les paroisses et les encourager à une plus grande autonomie. La décentralisation de l'EPR n'est pas encore totalement achevée aujourd'hui car l'accompagnement des paroisses vers une certaine indépendance est un processus long et complexe.

### Décentralisation
L'Église presbytérienne au Rwanda a adopté en 2008 un modèle de fonctionnement décentralisé. Elle est désormais composée de 7 presbyteries autonomes disséminées à travers tout le pays. Demeure cependant le bureau du synode général, qui chapeaute administrativement et organisationellement les presbyteries à partir de son siège de Kigali.
Les 7 presbytèries listées ci-dessous ont remplacé les 13 anciennes régions synodales qui existaient auparavant. Chacune d'entre elles compte un certain nombre de paroisses.
- Kigali (33 paroisses)
- Rubengera (34 paroisses)
- Remera (14 paroisses)
- Kirinda (12 paroisses)
- Gisenyi (20 paroisses)
- Gitarama (16 paroisses)
- Zinga (17 paroisses)

## Domaines d'activité
Historiquement, l'EPR a toujours été partie prenante du système éducatif ou de santé du Rwanda. Par le passé, ces tâches lui étaient parfois entièrement dévolues là ou elle était présente, sans influence étatique particulière. Aujourd'hui, l'État rwandais et l'EPR travaillent ensemble à la gestion et au fonctionnement d’hôpitaux et d'écoles, autrefois propriétés de l'Église seule.
L'Église presbytérienne au Rwanda soutient également des projets de protection de l'environnement et de diversification des vocations professionnelles dans les zones rurales. Dans certaines régions du pays, les jeunes ne voient comme source de revenus que l'agriculture, source traditionnelle de revenus dans ces territoires du pays. Il en découle souvent une surexploitation des sols et une ignorance des alternatives professionnelles existantes.

### Éducation
Le programme Éducation de l'EPR vise principalement à améliorer les conditions d'enseignement au sein de ses écoles. Elle fait cela au travers de différentes activités clés :
- Formation d'enseignants
- Rénovation et agrandissement des écoles existantes pour permettre une plus grande capacité d’accueil et créer de meilleures conditions d'apprentissage
- Promouvoir l'unité et la réconciliation
- Sensibiliser à la protection de l'environnement
- Encourager les activités récréatives ainsi que la pratique du sport

### Développement communautaire
L'EPR travaille à l'amélioration des conditions de vie de la population rwandaise, particulièrement dans les milieux ruraux. Pour ce faire, elle intervient au travers de projets de plus ou moins longue durée, notamment dans les domaines de l'accès à l'eau, l'amélioration des techniques agricoles, l'électrification, l'encouragement à l'épargne et au crédit ainsi que la protection de l'environnement.

### Programme de santé
La santé est un thème géré conjointement avec l'État rwandais ainsi qu'avec certains partenaires comme des Organismes non gouvernementaux. La structure de ce programme se traduit comme suit :
- Formations sanitaires
- Projet SIDA
- Autres projets de santé communautaires

Le premier point (FOSA) se traduit par des formations mais également par la réhabilitation de structures médicales vétustes par exemple.
Ensuite, le projet SIDA vise à soutenir et à renforcer la prévention au sujet du VIH dans les milieux ruraux. Ceci se fait au travers de personnes clés telles que les directeurs d'écoles, les personnalités religieuses ainsi que les associations de personnes vivant avec le VIH/SIDA.
Finalement, différents projets ponctuels de santé publique sont également mis au point et mené par l'Église presbytérienne au Rwanda. En 2015 par exemple, elle a œuvré dans le cadre d'un projet de sensibilisation de la communauté sur la thématique de la nutrition afin de lutter contre le retard de croissance chez les enfants de moins de 2 ans.